# Menexenus tenmalainus
Menexenus tenmalainus är en insektsart som beskrevs av Günther 1938. Menexenus tenmalainus ingår i släktet Menexenus och familjen Phasmatidae. Inga underarter finns listade i Catalogue of Life.